# Orhangazi (district)
Orhangazi is een Turks district in de provincie Bursa en telt 73.633 inwoners (2007). Het district heeft een oppervlakte van 602,7 km².
De bevolkingsontwikkeling van het district is weergegeven in onderstaande tabel.
| 1997   | 2000   | 2007   |
| ------ | ------ | ------ |
| 77.338 | 68.902 | 73.633 |